# Rodeberg
Rodeberg – dawna miejscowość i gmina w Niemczech, w kraju związkowym Turyngia, w powiecie Unstrut-Hainich. Niektóre zadania administracyjne gminy realizowane były od 1 grudnia 2011 przez gminę Südeichsfeld, która pełniła rolę "gminy realizującej" (niem. "erfüllende Gemeinde"). Do 30 listopada 2011 gmina należała do wspólnoty administracyjnej Hildebrandshausen/Lengenfeld unterm Stein, która dzień później została rozwiązana. 1 stycznia 2024 gmina została zlikwidowana
Dawne dzielnice (Ortsteil) gminy:
- Annaberg
- Eigenrieden
- Kloster Zella
- Struth
- Waldfrieden

Po rozwiązaniu gminy dzielnice Eigenrieden oraz Waldfrieden przyłączono do miasta Mühlhausen/Thüringen, a pozostałe Annaberg, Kloster Zella oraz Struth przyłączono do miasta Dingelstädt w powiecie Eichsfeld.